# Aeroporto di Bergen-Flesland
L'Aeroporto di Bergen-Flesland (in norvegese Bergen Lufthavn, Flesland) (ICAO: ENBR - IATA: BGO) è un aeroporto norvegese situato a 19 km a sud del centro della città di Bergen.
Costruito con i fondi della NATO, è stato inaugurato nel 1955. Esso ha funzionato contemporaneamente come aeroporto civile e militare sin dalla sua apertura. Flesland è di proprietà dell'azienda statale Avinor che ne cura la gestione.
Flesland è il secondo aeroporto della Norvegia, e vi sono transitati 6.113.452 passeggeri nel 2017. Sette compagnie aeree offrono voli nazionali per 16 destinazioni, mentre otto compagnie aeree offrono voli per 19 destinazioni internazionali.